# Myopopone
Myopopone é um gênero de insetos, pertencente à família Formicidae.

## Espécie
- Myopopone castanea
- †Myopopone sinensis Zhang, 1989